# Perityle canescens
Perityle canescens là một loài thực vật có hoa trong họ Cúc. Loài này được Everly mô tả khoa học đầu tiên năm 1947.